# Darkness Falls
Darkness Falls er en dansk alternativ rock-pigeduo.
Darkness Falls er en dansk pop-noir duo dannet i 2009, bestående af Josephine Philip (vokal og keyboard) og Ina Lindgreen (guitar).
Duoen mødtes i det nu opløste pigeband FavelaChic.
Josephine Philip er tidligere medlem af pop duoen JaConfetti og har desuden skrevet og medvirket på numre i samarbejde med Anders Trentemøller, Kasper Bjørke m.fl.
Duoens kritikerroste debutalbum Alive In Us blev udgivet i 2011.
Albummet blev produceret af Trentemøller og bandet blev det mest spillede på Danmarks Radio, godt hjulpet på vej af numrene "Before The Light Takes Us", "The Void" og ikke mindst ørehængeren "Hey!".